# Erik Lorig
Erik Lorig (Rolling Hills, 17 novembre 1986) è un giocatore di football americano statunitense che gioca nel ruolo di fullback per i New Orleans Saints della National Football League (NFL). Fu scelto nel corso del settimo giro (253º assoluto) del Draft NFL 2010 dai Tampa Bay Buccaneers. Al college ha giocato a football alla Stanford University.

## Carriera

### Tampa Bay Buccaneers
Lorig fu scelto dai Tampa Bay Buccaneers nel corso del settimo giro del Draft 2010. Il 18 giugno 2010 firmò un contratto quadriennale del valore di 1,8 milioni di dollari.
Lorig fu inizialmente scelto dai Buccaneers per giocare come defensive end, ma durante la sua prima pre-stagione con Bucs fu permanentemente spostato nei ruoli di fullback e tight end. La sua stagione da rookie si concluse disputando 9 partite, di cui una come titolare, ricevendo un solo passaggio da 10 yard.
Nella stagione 2011, Lorig giocò tutte le 16 partite della stagione regolare dei Buccaneers, sette delle quali come titolare, totalizzando 6 ricezioni per 53 yard.
Nel Thursday Night Football della settimana 8 della stagione 2012 vinto contro i Minnesota Vikings, Lorig segnò il primo touchdown su ricezione della carriera.

### New Orleans Saints
Il 18 marzo 2014, Lorig firmò un contratto quadriennale coi New Orleans Saints.

## Vittorie e premi
Nessuno

## Statistiche
| Partite totali             | 56  |
| Partite totali da titolare | 24  |
| Yard su ricezione          | 193 |
| Touchdown su ricezione     | 1   |

Statistiche aggiornate alla stagione 2013